# Nikita Vichnevetski
Nikita Vichnevetski (en russe : Никита Вишневецкий) est un joueur russe de volley-ball né le 3 février 1995. Il mesure 1,83 m et joue libero.

## Clubs
| Club                   | De        | À   |
| ---------------------- | --------- | --- |
| Iaroslavitch Iaroslavl | 2012-2013 | ... |

## Palmarès
- Championnat du monde des moins de 19 ans (1)
  - Vainqueur : 2013
- Championnat d'Europe des moins de 19 ans (1)
  - Vainqueur : 2013